# Unione Sportiva Sangiovannese 1978-1979
Questa voce raccoglie le informazioni riguardanti l'Unione Sportiva Sangiovannese nelle competizioni ufficiali della stagione 1978-1979.

## Rosa
| N. |                   | Ruolo | Calciatore       |
| -- | ----------------- | ----- | ---------------- |
|    | Italia (bandiera) | A     | Marco Borgioli   |
|    | Italia (bandiera) | D     | Fabio Carlotti   |
|    | Italia (bandiera) | C     | Gaudenzio Colla  |
|    | Italia (bandiera) | D     | Luciano De Luca  |
|    | Italia (bandiera) | P     | Giuseppe Doveri  |
|    | Italia (bandiera) | D     | Pierluigi Ermini |
|    | Italia (bandiera) | C     | Luciano Facchini |
|    | Italia (bandiera) | D     | Massimo Luperini |
|    | Italia (bandiera) | C     | Adriano Malisan  |
|    | Italia (bandiera) | D     | Sergio Marlazzi  |

| N. |                   | Ruolo | Calciatore          |
| -- | ----------------- | ----- | ------------------- |
|    | Italia (bandiera) | A     | Marco Mazzarani     |
|    | Italia (bandiera) | D     | Enzo Menichini      |
|    | Italia (bandiera) | D     | Nello Menciassi     |
|    | Italia (bandiera) | C     | Stefano Poteti      |
|    | Italia (bandiera) | C     | Luciano Ravenni     |
|    | Italia (bandiera) | A     | Paolo Santarelli    |
|    | Italia (bandiera) | D     | Filippo Sarti       |
|    | Italia (bandiera) | C     | Giovanni Tognaccini |
|    | Italia (bandiera) | D     | Arturo Tontini      |
|    | Italia (bandiera) | A     | Adriano Trevisan    |

## Risultati

### Campionato

#### Girone di andata
| 1º ottobre 1978 1ª giornata | Sangiovannese | 0 – 0 | Sanremese |  |

| 8 ottobre 1978 2ª giornata | Derthona | 1 – 3 | Sangiovannese |  |

| 15 ottobre 1978 3ª giornata | Sangiovannese | 2 – 0 | Montecatini |  |

| 22 ottobre 1978 4ª giornata | Grosseto | 1 – 3 | Sangiovannese |  |

| 29 ottobre 1978 5ª giornata | Sangiovannese | 0 – 0 | Cerretese |  |

| 5 novembre 1978 6ª giornata | Montevarchi | 2 – 0 | Sangiovannese |  |

| 12 novembre 1978 7ª giornata | Civitavecchia | 1 – 0 | Sangiovannese |  |

| 19 novembre 1978 8ª giornata | Sangiovannese | 1 – 0 | Massese |  |

| 26 novembre 1978 9ª giornata | Sangiovannese | 1 – 0 | Viareggio |  |

| 3 dicembre 1978 10ª giornata | ALMAS | 0 – 0 | Sangiovannese |  |

| 10 dicembre 1978 11ª giornata | Sangiovannese | 2 – 0 | Savona |  |

| 17 dicembre 1978 12ª giornata | Prato | 2 – 0 | Sangiovannese |  |

| 30 dicembre 1978 13ª giornata | Sangiovannese | 3 – 1 | Imperia |  |

| 7 gennaio 1979 14ª giornata | Siena | 2 – 2 | Sangiovannese |  |

| 14 gennaio 1979 15ª giornata | Sangiovannese | 2 – 0 | Olbia |  |

| 21 gennaio 1979 16ª giornata | Albese | 0 – 0 | Sangiovannese |  |

| 28 gennaio 1979 17ª giornata | Sangiovannese | 0 – 3 | Carrarese |  |

#### Girone di ritorno
| 4 febbraio 1979 18ª giornata | Sanremese | 0 – 1 | Sangiovannese |  |

| 11 febbraio 1979 19ª giornata | Sangiovannese | 2 – 0 | Derthona |  |

| 18 febbraio 1979 20ª giornata | Montecatini | 2 – 2 | Sangiovannese |  |

| 25 febbraio 1979 21ª giornata | Sangiovannese | 1 – 1 | Grosseto |  |

| 4 marzo 1979 22ª giornata | Cerretese | 2 – 2 | Sangiovannese |  |

| 11 marzo 1979 23ª giornata | Sangiovannese | 0 – 0 | Montevarchi |  |

| 25 marzo 1979 24ª giornata | Sangiovannese | 0 – 0 | Civitavecchia |  |

| 1º aprile 1979 25ª giornata | Massese | 1 – 1 | Sangiovannese |  |

| 8 aprile 1979 26ª giornata | Viareggio | 0 – 0 | Sangiovannese |  |

| 22 aprile 1979 27ª giornata | Sangiovannese | 0 – 0 | ALMAS |  |

| 29 aprile 1979 28ª giornata | Savona | 0 – 0 | Sangiovannese |  |

| 6 maggio 1979 29ª giornata | Sangiovannese | 0 – 0 | Prato |  |

| 13 maggio 1979 30ª giornata | Imperia | 1 – 1 | Sangiovannese |  |

| 20 maggio 1979 31ª giornata | Sangiovannese | 3 – 0 | Siena |  |

| 27 maggio 1979 32ª giornata | Olbia | 0 – 0 | Sangiovannese |  |

| 3 giugno 1979 33ª giornata | Sangiovannese | 3 – 1 | Albese |  |

| 9 giugno 1979 34ª giornata | Carrarese | 3 – 0 | Sangiovannese |  |